# Караурус
Караурус (Karaurus sharovi) — вид древніх хвостатих земноводних, що мешкали в пізньому юрському періоді на території Казахстану. Відомий по єдиному екземпляру, знайденому в 1970-х роках в озерному захороненні в Казахстані.
Назва означає «хвіст з Каратау» (Каратау — гори, де було виявлено карауруса).

## Опис

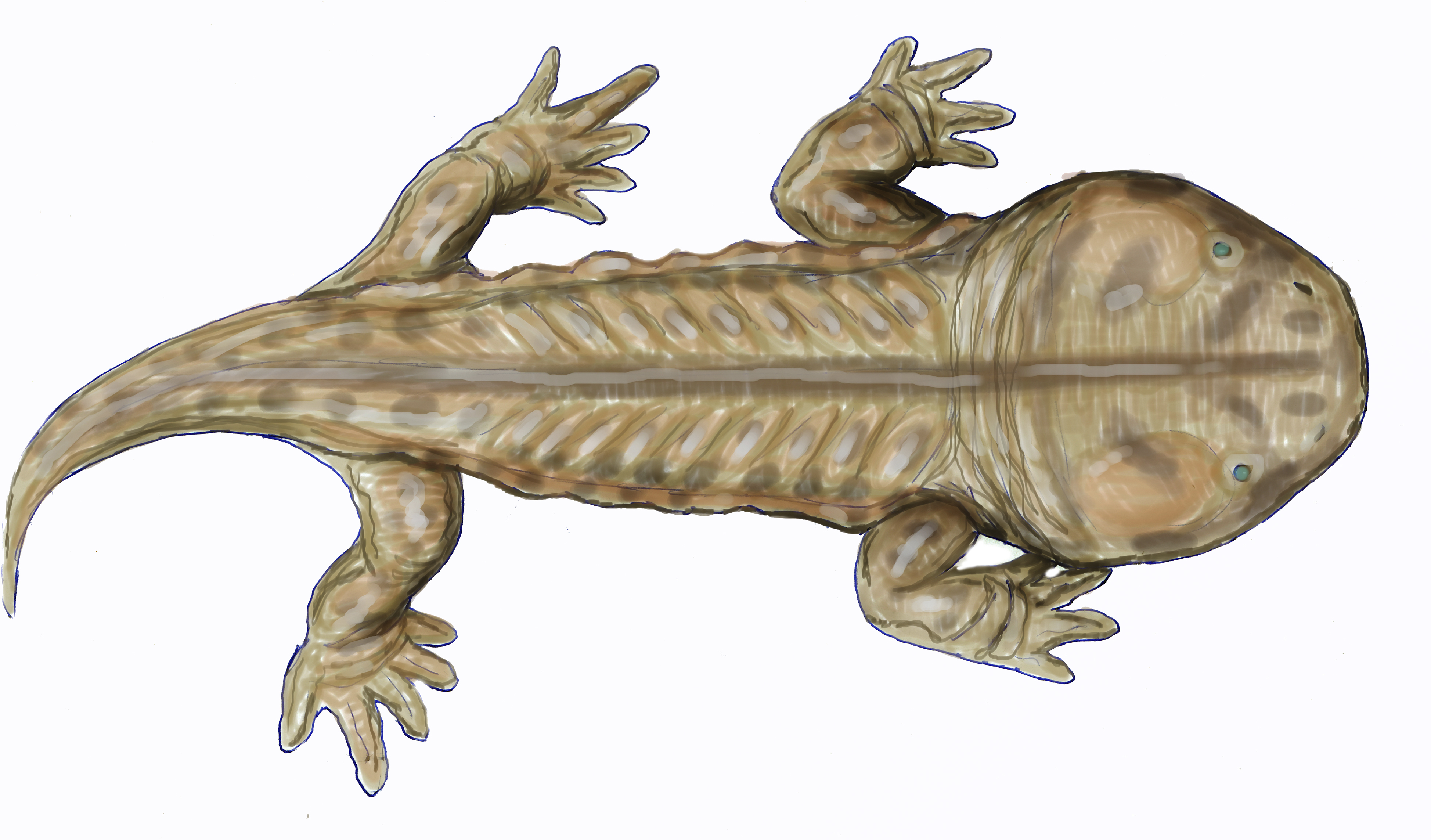
Художня реконструкція

Караурус — хвостате земноводне середнього розміру і потужної статури, з широким жаб'ячим черепом, коротким тілом і великими кінцівками. По будові скелета караурус примітивніше будь-яких сучасних хвостатих земноводних. Це навело учених на думку про походження сучасних хвостатих земноводних від більше просунутого предка. Після відкриття карауруса інших древніх хвостатих земноводних було знайдено в Китаї, Європі і Північній Америці. Кістки кінцівок єдиного екземпляра недорозвинені. Це могла бути молода особина — явище неотенії.